# استنونگسوند
شهر استنونگسوند (به سوئدی: Stenungsund) در بخش استنونگسوند در کشور سوئد واقع شده‌است. جمعیت این شهر ۹٫۹۸۷  نفر است.